# Liste de minerais de cuivre
Cet article présente une liste de minerais de cuivre qui sont exploités par l'industrie du cuivre dans les mines.
| Nom                          | Formule                  | % de cuivre lorsque pur |
| ---------------------------- | ------------------------ | ----------------------- |
| Chalcopyrite                 | CuFeS2                   | 34,5                    |
| Chalcocite                   | Cu2S                     | 79,8                    |
| Covellite                    | CuS                      | 66,5                    |
| Bornite                      | 2Cu2S·CuS·FeS            | 63,3                    |
| Tétraédrite                  | Cu3SbS3 + x(Fe,Zn)6Sb2S9 | 32–45                   |
| Malachite                    | CuCO3•Cu(OH)2            | 57,7                    |
| Azurite                      | 2CuCO3·Cu(OH)2           | 55,1                    |
| Cuprite                      | Cu2O                     | 88,8                    |
| Chrysocolle                  | CuO·SiO2·2H2O            | 37,9                    |
| Tennantite                   | Cu12As4S13               | 51,6                    |
| Minéraux contenant du cuivre |                          |                         |